# Nose Myōkenzan

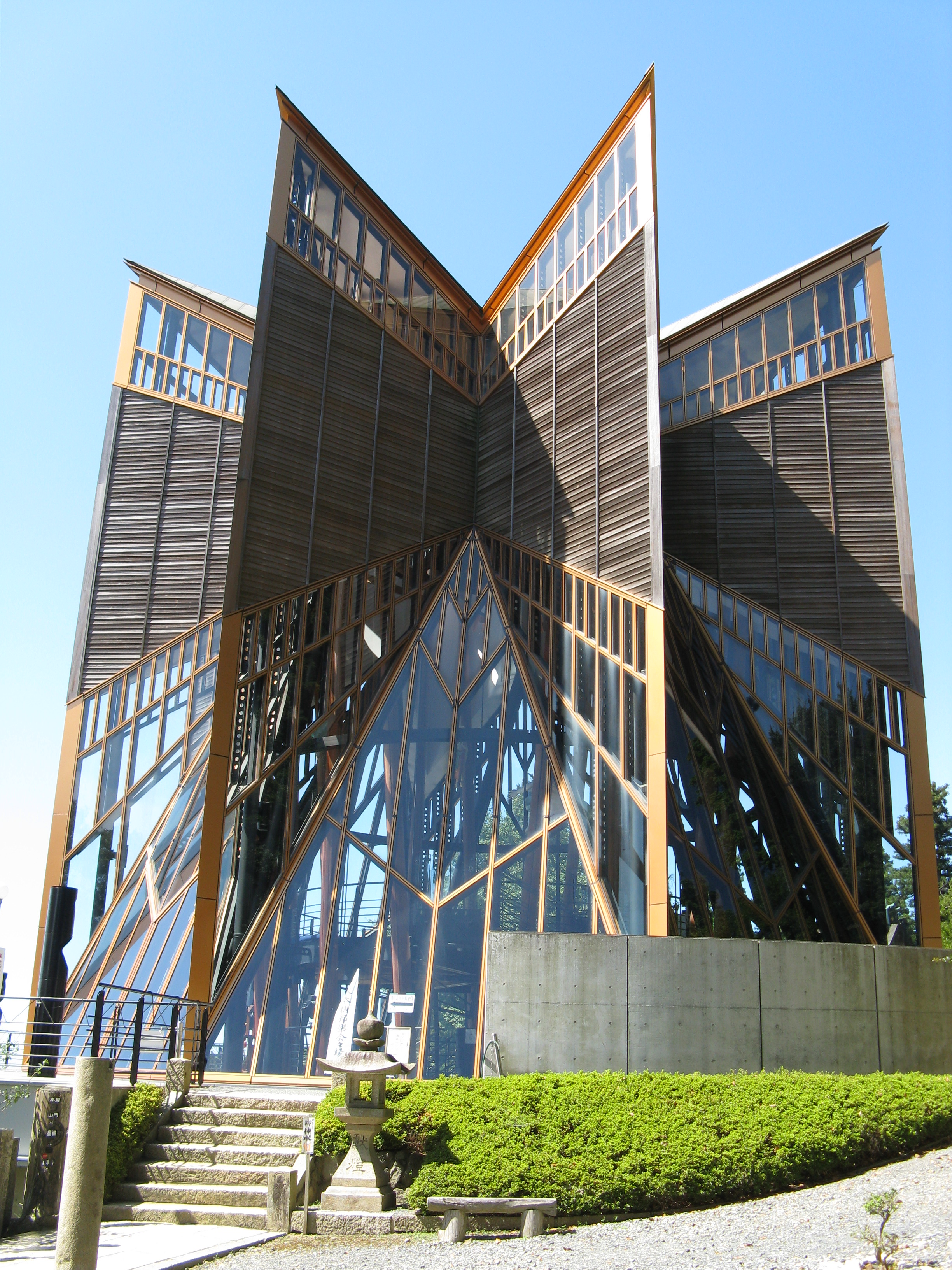
Seirei.

Nose Myōkenzan (能勢妙見山) est un temple bouddhiste dō  de la secte Nichiren situé à Nose, dans le district de Toyono, au sein de la préfecture d'Osaka. Situé près du sommet du mont Myoken, il est connu comme un lieu sacré pour le culte de l'étoile polaire.

## Aperçu
Le temple est également connu sous le nom de Nose Myōgengu car il a une porte torii à l'entrée de son enceinte, qui est un vestige de la période de la fusion du shintoïsme et du bouddhisme.
Formellement, il est attaché au temple Shinnyo-ji, dans la ville de Nose, mais il attire beaucoup plus de fidèles que celui-ci.

## Histoire
On dit que l'histoire de cet endroit commence à l'Ère Tenpyō-shōhō ( 749-757, lorsque Gyōki construit le temple Tamurayama Oku-ji au sommet du Mont Myōken.
Dans la deuxième année de Kanna (986) pendant la période Heian, Minamoto no Mitsunaka fait faire une statue du Bodhisattva Myōken. Son petit-fils, aussi appelé Minamoto no Mitsunaka, déménage à Nose, et lorsqu'il devient le seigneur de cette terre, il y vénère aussi le Bodhisattva Myōken.
Yoji Nose devient un vassal de Tokugawa Ieyasu et joue un rôle actif dans la bataille de Sekigahara en 1600. Dans la 8e année de Keicho (1603), une nouvelle statue de Bodhisattva Myoken est sculptée par Nikki, et la montagne en vient à s'appeler Mt. Myoken.
Pendant l'Ère Meiwa, en 1768, l' interdiction faite aux femmes d'entrer sur le mont Myoken est levée. Dans la 2e année de l'Ère An'ei 1773, le sanctuaire principal (Kaiunden) devient plus fréquenté.
Dans la 7e année de Tenmei (1787), le sanctuaire principal (Kaiunden), qui avait été incendié, est reconstruit grâce à un don de Yori Nao.

### "Seirei"
Près du sommet de la montagne, une salle bouddhiste appelée "Seirei", qui a la forme du mon du temple (le mon du clan Nose) est construite pendant l'Ère Heisei, en 1998. La chapelle du deuxième étage a une structure qui ne ressemble pas à une chapelle bouddhiste traditionnelle, avec ses parois de verre.

## Accès
Le Nose Electric Railway a été construit à l'origine pour visiter la montagne. L'accès actuel au mont Myoken se fait généralement par téléphérique.

### Troisième jour du Nouvel An
Pour la célébration du premier lever de soleil de l'année et de la première visite au sanctuaire, un grand nombre de personnes visitent le temple chaque année au réveillon du Nouvel An et au troisième jour de l'an.

## Bien culturel

### Monument naturel désigné par la ville de Kawanishi, préfecture d'Osaka
- Forêt de hêtres sur le mont Myoken[1]